# Otto Leonhardt (Manager)
Otto Paul Leonhardt (* 13. Mai 1877 in Stuttgart; † 9. November 1939 in Düsseldorf) war ein deutscher Manager und Mitgründer des deutschen Röhrenkartells. Er war Direktor der Mannesmannröhren-Werke AG und von 1925 zu seinem Tod 1939 Geschäftsführer der Röhren-Verband GmbH in Düsseldorf.

## Leben
Leonhardt besuchte von 1888 bis 1894 das königliche Realgymnasium in Stuttgart. Anschließend absolvierte er eine dreijährige kaufmännische Lehre in einer Stuttgarter Material- und Farbwarenhandlung. 1897 begann er seine berufliche Tätigkeit als Verkaufsmitarbeiter für Gas- und Siederöhren in einem Betrieb in Düsseldorf. Er blieb in der Stadt und war ab 1899 in der Buch- und Kunsthandlung Schrobsdorff tätig. 
1900 wechselte er zur Mannesmannröhren-Werke AG, die zu Beginn seiner Tätigkeit noch unter dem Namen Deutsch-Österreichischen Mannesmannröhren-Werke AG firmierte. 1908, ein Jahr nach dem Namenswechsel des Unternehmens, wechselte auch Leonhardt seine Tätigkeit vom Disponenten im inländischen Röhrenverkauf zum Prokuristen. Ab 1920 war er stellvertretendes Vorstandsmitglied. 1925 wurde Leonhardt dann Geschäftsführer der Röhren-Verband GmbH in Düsseldorf und zugleich Mitgründer und einer der drei deutschen Geschäftsführer des deutschen Röhrenkartells, das alle wichtigen Stahlröhrenproduzenten in einem Syndikat zusammenfasste und auf nationaler und internationaler Ebene organisierte. Er starb nach kurzer Krankheit am 9. November 1939.